# 极夜

典型的极地夜蓝色暮光，位于挪威斯瓦尔巴朗伊尔城，北纬78度

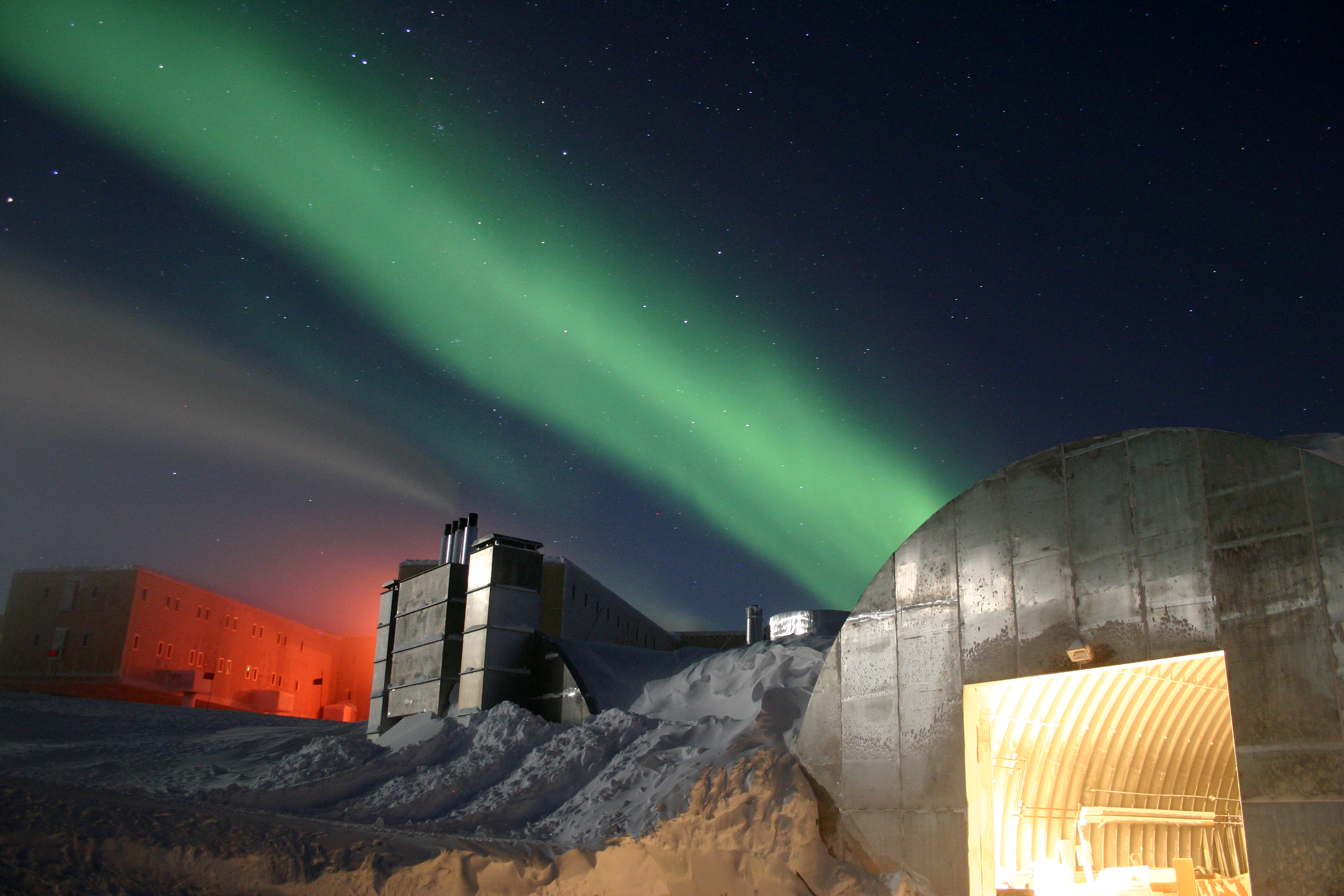
南极点的极夜与极光

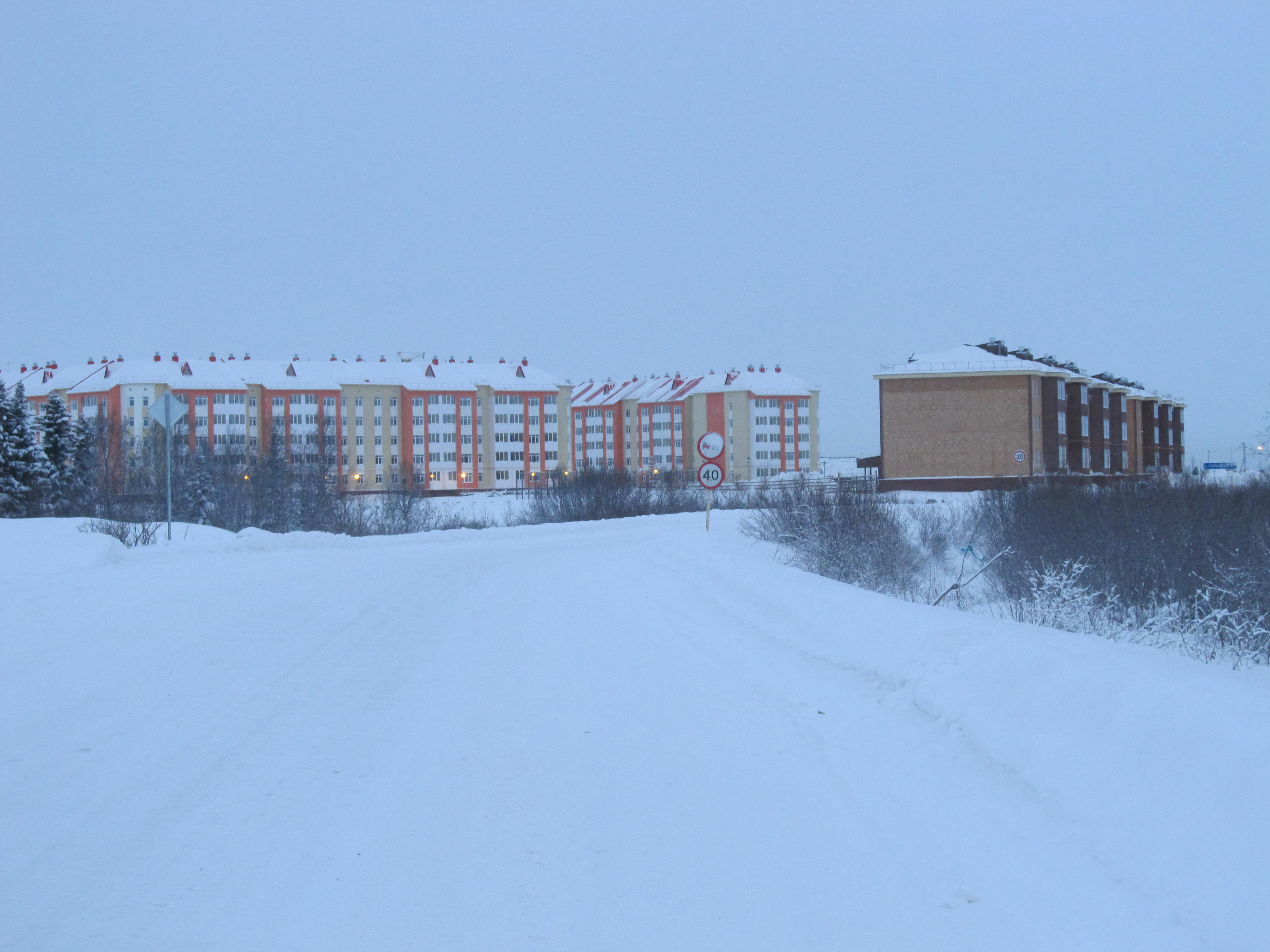
位於北緯67度，俄罗斯纳里扬马尔的极夜，摄于2014年12月23日当地时间11时27分。此时太阳高度角为–0.4°

极夜（英語：Polar night），又稱永夜、夜昼、月昼，指地球的两极地区，一日之内，太阳都在地平线以下的现象。极夜仅在極圈内发生。若一日之内太阳都在地平线之上，则被称为极昼，同样也只发生在两极地区。
此处“夜晚”指太阳中心在地平线以下的时间段。但由于大气折射阳光，极昼比极夜长，范围略大于极夜。若北極圈处于极夜，则南极圈处于极昼，反之亦然。具有较大轉軸傾角，自轉週期远小于轨道周期，不处于潮汐鎖定状态的行星或衛星也拥有极夜，即夜晚时长大于自转周期。

## 规律
极地冬至日时，大部分地区仍然有曙暮光，因此天空并不是完全黑暗。只有在极点附近5.5度以内，天空才是完全黑的。在正午时分，靠近极圈的地区会出现极地曙光。
对于极地地区，极夜的长度并不相等。极圈上的极夜只有一天长，而极点处则有179天。由于大气折射，在两极，太阳高于地平线的时长均为186天。

## 类型

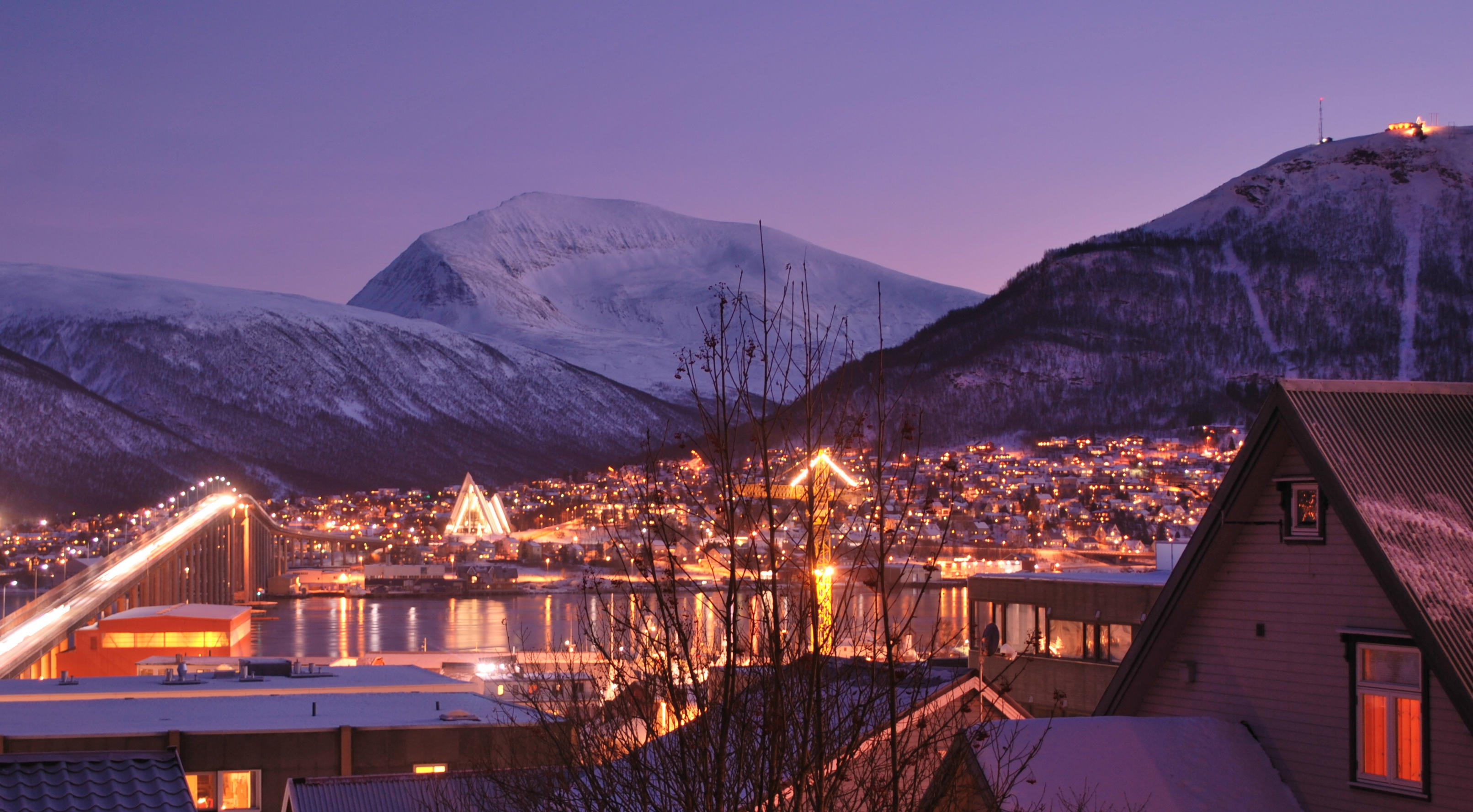
挪威特罗姆瑟的极夜，位於北緯69度

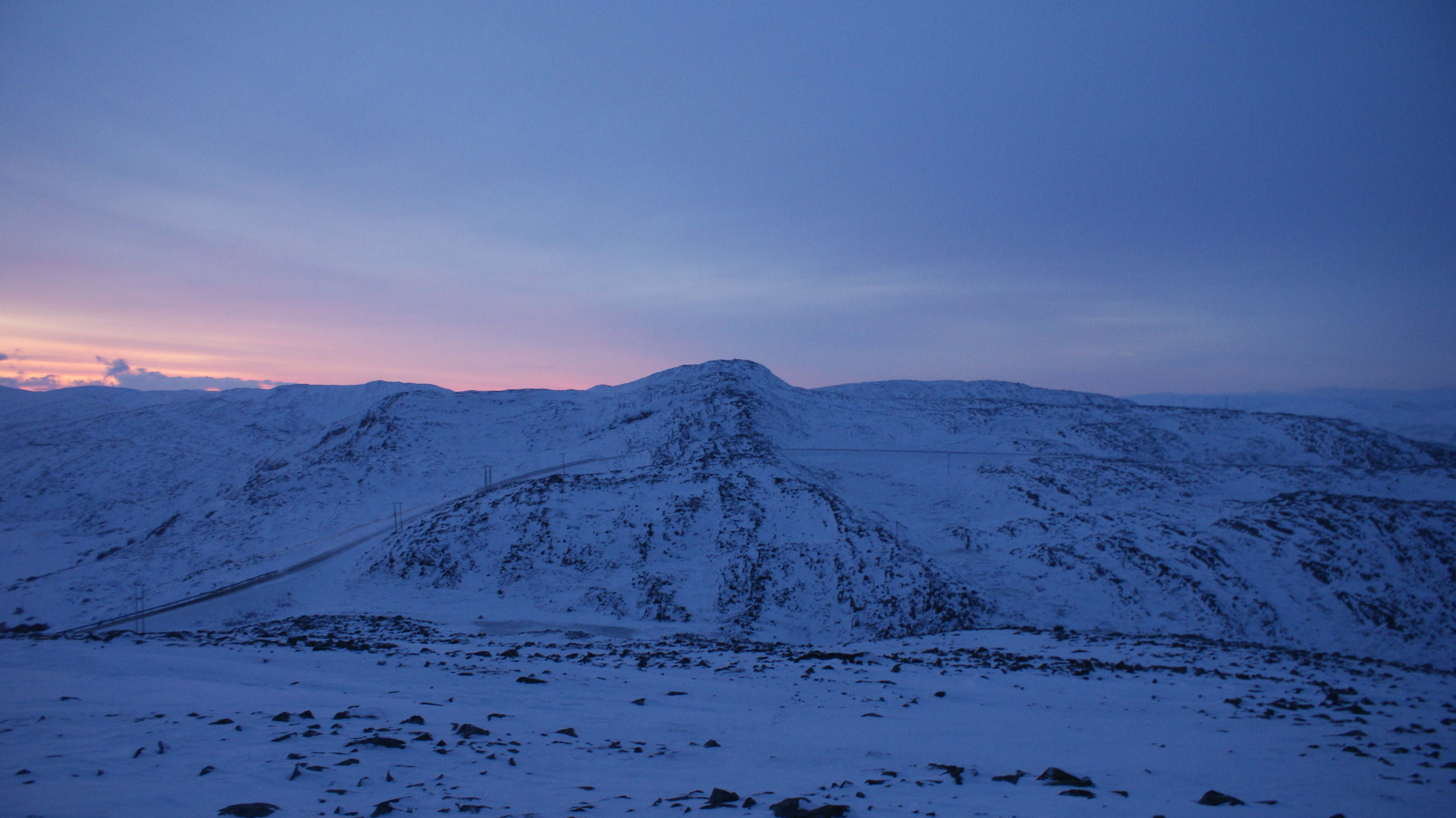
挪威諾爾辰半島的极夜，位於北緯71度

### 极地曙暮光
极地曙暮光出现在极圈以内附近的区域（67.5°-72.5°之间），冬至正午时太阳会完全在地平线以下。此时太阳高度角大于-6°，虽然中天中没有真正的日光，但是有民用曙暮光。虽然户外光照强度不如室内，街灯也会一直亮着，但大多数活动仍可进行。此时光照不强，治疗季节性抑郁症患者往往需要用到人造光。
北半球：
- 北纬68°：12月9日至次年1月2日
- 北纬69°：12月1日至次年1月10日
- 北纬70°：11月26日至次年1月16日
- 北纬71°：11月21日至次年1月21日
- 北纬72°：11月16日至次年1月25日

南半球：
- 南纬68°：6月7日至7月3日
- 南纬69°：5月30日至7月11日
- 南纬70°：5月24日至7月18日
- 南纬71°：5月19日至7月23日
- 南纬72°：5月14日至7月27日

### 民用极夜
民用极夜指正午时太阳高度角小于-6°，正午时中天只出现微弱的曙暮光。民用极夜出现在南北纬72.5-78.5°的地方。若是被浓云覆盖，正午天空会变得更暗。在挪威斯瓦尔巴，极夜从11月11日持续到次年1月30日。俄罗斯迪克森的极夜从12月6日开始，持续至次年1月6日。

### 航海极夜
在航海极夜中，天空除正午有一丝曙暮光外，没有一丝日光。正午时，太阳高度角在小于-12°。航海极夜出现在纬度78.5°-84.5°间的地区。加拿大的阿勒特处于该区域，极夜从11月19日开始，持续到次年1月22日。格陵兰北部的乌达克的极夜从11月15日开始，次年1月27日结束。俄罗斯法兰士约瑟夫地群岛的极夜从11月27日开始，1月15日结束。

### 天文极夜
天文极夜正午时太阳高度角小于-18°，正午时几乎没有曙暮光。天文极夜出现在南北纬84.5°及以上的地区。纬度高于84.5°的人类永久定居点只有位于南极点的阿蒙森-斯科特南極站。此处每年天文极夜时长约为11周。在南极点，极夜从5月11日开始，持续至8月1日。在北极点，极夜从11月13日开始，持续至次年1月29日。

### 极地太阳的运动周期
极点的太阳高度角变化周期为一年。因此，位于极点的观察者在一年内只能看到一次日出和日落。